# Франц Їлек
Франц Їлек (нім. Franz Jilek; 25 травня 1915, Відень — 24 березня 2011) — австрійський і німецький військовик, обер-фельдфебель люфтваффе (1 березня 1942). Кавалер Німецького хреста в золоті.

## Біографія
Після закінчення початкової школи в 1929 році почав працювати електриком. В 1933 році внаслідок фінансової кризи втратив роботу і влаштувався помічником на фермі. В березні-жовтні 1935 року працював у австрійській службі праці. 4 листопада 1935 року поступив на службу добровольцем в австрійську армію, після аншлюсу автоматично перейшов у вермахт. Після Судетської кризи пройшов підготовку бортрадиста, на цій посаді брав участь у Польській кампанії, після якої пройшов підготовку пілота Junkers Ju 87 і був призначений в штаб 3-ї групи 77-ї ескадри пікіруючих бомбардувальників ад'ютантом командира групи гауптмана Гельмута Боде. Учасник Французької кампанії, боїв у Бельгії, битви за Британію, Балканської кампанії, боїв у Югославії, Греції, на Криті і на радянсько-німецькому фронті. В листопада 1942 року потрапив у авіакатастрофу, від наслідків якої лікувався до липня 1943 року і був визнаний непридатним для польотів, після чого призначений в групу підготовки льотчиків у Кведлінбурзі. В січні 1944 року призначений інструктором школи планеристів у Ебергассінгу. 1 травня 1944 року взятий у полон радянськими військами, утримувався в таборі №263 під Орлом. 14 листопада 1947 року звільнений.
З 31 січня 1948 по 8 квітня 1949 року навчався у поліцейській школі. 1 квітня 1973 року залишив дійсну службу через остеоартроз. 30 вересня 1975 року вийшов на пенсію.

## Нагороди
- Медаль «За вислугу років у Вермахті» 4-го класу (4 роки)
- Медаль «У пам'ять 1 жовтня 1938»
- Залізний хрест
  - 2-го класу (24 травня 1940)
  - 1-го класу (27 вересня 1940)
- Нагрудний знак бортрадиста і бортстрільця (1 липня 1940)
- Авіаційна планка бомбардувальника
  - в бронзі (15 травня 1941)
  - в сріблі (28 червня 1941)
  - в золоті (26 серпня 1941)
- Почесний Кубок Люфтваффе (6 лютого 1942)
- Медаль «За зимову кампанію на Сході 1941/42» (13 серпня 1942)
- Німецький хрест в золоті (21 серпня 1942)
- Нагрудний знак «За поранення» в чорному (22 березня 1942)
- Кримський щит (15 березня 1943)
- Нарукавна стрічка «Крит» (21 травня 1943)
- Медаль «Хрестовий похід проти комунізму» (Румунія)